# Chrysomela blaisdelli
Chrysomela blaisdelli är en skalbaggsart som först beskrevs av Van Dyke 1938.  Chrysomela blaisdelli ingår i släktet Chrysomela och familjen bladbaggar. Utöver nominatformen finns också underarten C. b. blaisdelli.